# Na'va Arad
Na'va Arad (hebrejsky: נאוה ארד) byla izraelská politička, poslankyně Knesetu za stranu Ma'arach a Izraelskou stranu práce.

## Biografie
Narodila se 4. prosince 1938 v obci Chulda. Sloužila v izraelské armádě jako seržantka v oddílech nachal. Vystudovala v bakalářském programu pedagogiku na učitelském ústavu v Bejt Berl. Bakalářský cyklus v oboru sociální práce vystudovala rovněž na Hebrejské univerzitě. Magisterský titul v sociální správě a sociální politice získala na Londýnské univerzitě. Pracovala jako učitelka a sociální pracovnice. Hovořila hebrejsky a anglicky.

## Politická dráha
Působila jako celostátní tajemnice Svazu sociálních pracovníků, předsedala Výboru pro zachování příjmů při poradní radě předsedy vlády. Byla také předsedkyní zaměstnanecké frakce v radě ústavu pro sociální zabezpečení Bituach Le'umi. Byla členkou ústředního výboru odborové centrály Histadrut, generální tajemnicí ženské organizace Na'amat, viceprezidentkou blízkovýchodního odboru organizace International Socialist Women.
V izraelském parlamentu zasedla poprvé po volbách v roce 1981, v nichž kandidovala za střechovou kandidátní listinu Ma'arach, do níž se tehdy sdružila i Strana práce. Zasedala ve finančním výboru a podvýboru pro ochranu nemocnice v Nahariji. Mandát obhájila ve volbách v roce 1984. Nastoupila coby členka do výboru pro televizi a rozhlas, výboru pro imigraci a absorpci, výboru práce a sociálních věcí a výboru finančního. Byla předsedkyní podvýboru pro sociální věci. Opětovně byla zvolena ve volbách v roce 1988. Stala se členkou výboru pro imigraci a absorpci, výboru práce a sociálních věcí a finančního výboru.
Zvolena byla také ve volbách v roce 1992, nyní již za samostatně kandidující Stranu práce. Mandát ale získala až dodatečně, v listopadu 1995, jako náhradnice za zavražděného Jicchaka Rabina. Zasedla ve výboru pro status žen, výboru práce a sociálních věcí a výboru finančním. Ke konci volebního období opustila svou mateřskou stranu a zasedala jako nezařazená poslankyně. Před volbami v roce 1996 spoluzakládala stranu penzistů Gil, za kterou ale mandát ve volbách nezískala.